# 刺激増幅受容性
刺激増幅受容性(しげきぞうふくじゅようせい、英: Overexcitabilities)は、様々な視覚的情報を大量に取り込み、強く反応する人間の性質。積極的分離理論（TPD）の中核をなす性質として、ポーランドの心理学者で精神科医のカジミェシュ・ドンブロフスキが提唱したものであり、知的ギフテッドの人物がしばしば示すとされている。OEと略されることが多い。日本語訳は一貫しておらず、「過度激動」「超活動性」「過興奮性」と訳される場合もある。 

## 概要
刺激増幅受容性（OE）はintensity（刺激に対する強い反応）やsensitivity（刺激に対する感受性の高さ）とも表現され、精神運動性・感覚性・想像性・知性・情動性の5領域からなる。以下にその5領域を示す。 

### 精神運動性
活動的でエネルギッシュであり、激しい運動を好んだり、絶えず話したり、何かに対して猛烈な意気込みを持ったりしている。

### 感覚性
五感（視覚、嗅覚、触覚、味覚、聴覚）から生じる感覚に対しての喜びや不快感の亢進を示す。音楽・言語・芸術等の美的快感情が高く、特に味覚・嗅覚・質感・音・光景から喜びを強く感じるとされる。一方で不快感も強く感じるため、感覚過敏と端的に表現される場合もある。

### 想像性
イメージや連想が豊かであったり，イメージや比喩を多用したりする。複雑な想像力や発明を示すこともある。現実とフィクションを混ぜたり、空想上の仲間等を作ったりする。

### 知性
積極的に知識を得て、見聞きしたものを分析的に捉え理解しようとする強い動機づけを示す。自分の考えを持ち、好奇心の旺盛さや鋭い観察力、論理的思考力なども特徴的である。また、何かに疑問を感じるたびにひたすら質問し続けることもある。

### 情動性
感情の起伏や激しさの調整が難しく、過度な負けず嫌いや正義感の強さを示すことがある。また、人・場所・物に対し強い感情や愛着を表出することもあり、他者の感情との同一化や、愛着や思いやり、強い感情表現を示したり、思いやり・共感・関係性・責任感に対する感受性を示す。

## ギフテッドとの関連
全ての知的ギフテッドがこの特性をもつわけではないが、一般的に1つあるいは複数の強いOEを示す場合が多い。OEはギフテッドに芸術や学術などにおいてポジティブな影響をもたらす半面、OEを持たない集団の中でOEを示す人が共に生活することは非常に困難である上、ギフテッドを持つ子ども自身や他者との間に葛藤を生み、苦悩や不安症、恐怖症などを引き起こす場合もある。また、OEの5領域と注意欠如多動症（ADHD）や自閉スペクトラム症（ASD）等の神経発達症の特徴は類似しているため、鑑別には注意が必要である。  

## 参照資料
- Falk, R.F., Lind, S., Miller, N.B., Piechowski, M.M., & Silverman, L.K. (1999). The overexcitability questionnaire –two (OEQ-II): Manual, scoring system, and questionnaire. Denver, CO: Institute for the Study of Advanced Development.
- Falk, R.F., Piechowski, M.M., & Lind, S. (1994). Criteria for rating levels of intensity of overexcitabilities. Unpublished manuscript, University of Akron, Ohio.
- https://positivedisintegration.com/Piechowski1999.pdf
- Dabrowski's Overexcitabilities Profile among Gifted Students Aliza Alias1, Saemah Rahman, Rosadah Abd Majid1 & Siti Fatimah Mohd Yassin2